# La Cardenista
La Cardenista är en ort i Mexiko.   Den ligger i kommunen Acajete och delstaten Puebla, i den sydöstra delen av landet, 130 km öster om huvudstaden Mexico City. La Cardenista ligger 2 648 meter över havet och antalet invånare är 216.
Terrängen runt La Cardenista är huvudsakligen kuperad, men åt nordost är den platt. Runt La Cardenista är det tätbefolkat, med 276 invånare per kvadratkilometer. Närmaste större samhälle är Amozoc de Mota, 17,5 km sydväst om La Cardenista. Trakten runt La Cardenista består till största delen av jordbruksmark.